# Dubiaranea pullata
Dubiaranea pullata là một loài nhện trong họ Linyphiidae. Loài này được phát hiện ở Peru.